# John Weston

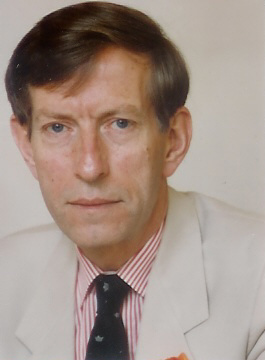
Sir John Weston

Sir Philip John Weston KCMG (* 13. April 1938) ist ein ehemaliger britischer Diplomat.
Weston war 1990 britischer Verhandlungsführer beim Zwei-plus-Vier-Vertrag. Von 1992 bis 1995 war er Ständiger Vertreter des Vereinigten Königreichs bei der NATO und von 1995 bis 1998 ständiger Vertreter seines Landes bei den Vereinten Nationen.

## Ehrungen
- 1990: Großes Verdienstkreuz mit Stern der Bundesrepublik Deutschland
- 1992: Knight Commander des Order of St. Michael and St. George

| Personendaten    | Personendaten                            |
| ---------------- | ---------------------------------------- |
| NAME             | Weston, John                             |
| ALTERNATIVNAMEN  | Weston, Philip John (vollständiger Name) |
| KURZBESCHREIBUNG | britischer Diplomat                      |
| GEBURTSDATUM     | 13. April 1938                           |